# Onryza perbella
Onryza perbella is een vlinder uit de familie van de dikkopjes (Hesperiidae). De wetenschappelijke naam van de soort is voor het eerst geldig gepubliceerd in 1918 door Erich Martin Hering.